# Matthias Hamrol
Matthias Hamrol (* 31. Dezember 1993 in Troisdorf) ist ein deutscher Fußballtorhüter.

## Leben
Beide Elternteile Hamrols stammen aus Polen und lebten im Jahr 2012 bereits länger als 20 Jahre in Deutschland. Daher besitzt Hamrol auch die polnische Staatsangehörigkeit.

## Karriere
Hamrol begann das Fußballspielen in seiner Heimatstadt bei den Sportfreunden Troisdorf, bevor er 2008 in die Jugendabteilung von Borussia Mönchengladbach wechselte, wo er u. a. von Uwe Kamps trainiert wurde. 2010 verließ er die Borussia und war zunächst vereinslos, bis er sich Anfang 2011 der U19 von RB Leipzig anschloss. Bei RB war er in der Hinrunde der Saison 2012/13 häufig als Ersatztorwart bei Pflichtspielen im Kader, jedoch nur um die U23-Regel zu erfüllen und blieb ohne Einsatz. Zur Rückrunde wurde er in die zweite Mannschaft versetzt.
Nachdem er ab Sommer 2013 wiederum vereinslos war, wurde er im folgenden Oktober von seinem Förderer Norman Becker, seinem früheren Torwart-Trainer in Leipzig, zu dessen neuem Verein VfL Wolfsburg in die zweite Mannschaft geholt. Dort entwickelte er sich in seiner ersten Saison vom vierten zum ersten Torwart und absolvierte die Vorbereitung zur Saison 2013/14 bei der ersten Mannschaft. Sein neuer Trainer bei der zweiten Mannschaft, Thomas Brdarić, setzte jedoch nicht auf ihn, sodass Hamrol den Verein zum Saisonende verließ und in der Folge ein Jahr beim fünftklassigen SSV Reutlingen 05 spielte. Dort wurde er insbesondere vom ehemaligen Bundesliga-Torhüter Bernd Dreher gefördert, der auf eigene Kosten einmal wöchentlich von München nach Reutlingen pendelte und Hamrol individuell trainierte.
Zur Saison 2016/17 kehrte er in seine rheinische Heimat zurück und spielte ein Jahr für die zweite Mannschaft des 1. FC Köln. Zudem trainierte er bei der ersten Mannschaft mit und stand am zweiten Bundesliga-Spieltag als Ersatztorwart im Kader für das Auswärtsspiel beim VfL Wolfsburg. Zur nächsten Spielzeit, der Saison 2017/18, wechselte Hamrol nach einem Probetraining zum polnischen Erstligisten Korona Kielce, der damals vom Deutsch-Italiener Gino Lettieri trainiert wurde. In seiner zweiten Saison, 2018/19, wurde Hamrol dort zum Stammtorwart und absolvierte 27 von 30 möglichen Ligaspielen.
Im Sommer 2019 wechselte Hamrol zum niederländischen Erstligisten FC Emmen, bei dem er als neue Nummer eins eingeplant war. Aufgrund einer Verletzung musste er operiert werden und wurde vor dem vorzeitigen Saisonabbruch in Folge der COVID-19-Pandemie im Frühjahr 2020 nicht wieder fit. Nach seiner Genesung unterschrieb der Keeper einen Einjahresvertrag beim in die 3. Liga abgestiegenen SV Wehen Wiesbaden, wo er zu den Torhütern Tim Boss und Arthur Lyska stieß. Dort blieb er ohne Ligaeinsatz, bis er den Verein im Sommer 2021 wieder verließ. Ein folgendes Probetraining beim Karlsruher SC mündete nicht in eine Verpflichtung.